# José Albiñana
José Albiñana Rubio (Sagra, 1819 - Sagra, 1879) fue un fotógrafo español pionero en el uso del daguerrotipo. Disponía de un estudio en Madrid que gozó de gran prestigio al ser un fotógrafo de palacio de Isabel II.
Se estableció en Madrid en torno a 1845 y cinco años después fue nombrado como fotógrafo de cámara de la reina Isabel II. En 1851 realizó una vista al daguerrotipo del exterior del Museo del Prado. Está considerado como uno de los primeros daguerrotipistas españoles en Madrid, al igual que Manuel Herrero, ya que los primeros en establecerse habían sido extranjeros y su gabinete de la calle de Alcalá, números 6 y 8, dispuso de gran prestigio al principio de los años sesenta. Empleaba la técnica de la copia a la albúmina para realizar sus fotografías, siendo de los primeros, hacia 1860, en hacer las conocidas «tarjetas de visita» patentadas por Disdéri que consistían en un conjunto de retratos, normalmente ocho, en diferentes poses.
Participó en la Exposición Universal de París (1855) aunque en ella fue más importante la participación de daguerrotipistas catalanes. En Barcelona este nuevo medio estaba más desarrollado y destacaban Eugenio Lorichón, los fotógrafos Napoleón y Rafael Alvareda. En el gabinete Albiñana también trabajaba su hermano Salvador Albiñana que ejercía asimismo como maestro daguerrotipista; además, en el retoque de las «tarjetas de visita», colaboraba el pintor Gabriel Domínguez.
Muchos retratos de los Albiñana se han podido conservar gracias a la colección de Manuel Castellano que fue donada a la Biblioteca Nacional de España.